# Rävtjärnen (Säfsnäs socken, Dalarna)
Rävtjärnen är en sjö i Ludvika kommun i Dalarna och ingår i Göta älvs huvudavrinningsområde.